# Jules Hanot
Jules Maria Joseph Hanot (Gent, 12 december 1953) is een Belgische journalist, redacteur en columnist.

## Levensloop
Hanot begon zijn journalistieke carrière in 1973 op de sportredactie van het socialistisch dagblad Vooruit. Na de fusie in 1978 van deze krant met de Volksgazet ging hij aan de slag bij De Morgen, de opvolger van deze dagbladen. Van deze krant werd hij vervolgens redactiechef en vanaf 1993 hoofdredacteur in samenwerking met Ludwig Verduyn.
Na de aanstelling van Rudy Collier tot algemeen hoofdredacteur van De Morgen, werd Hanot redactioneel manager en verantwoordelijk uitgever van de krant. Begin 2001 ging hij vervolgens op verzoek van Egbert Hans aan de slag als algemeen hoofdredacteur van het persagentschap Belga. Deze functie oefende hij uit tot 2003 en werd in deze hoedanigheid opgevolgd door Marc Hollanders. Na een korte bezinningsperiode over toekomstige Belga-projecten werd Hanot vervolgens hoofdredacteur van het tijdschrift TV 2 Weken van Magnet Magazines, een functie die hij uitoefende tot het tijdschrift na anderhalf jaar werd opgedoekt.
Hij is columnist voor De Morgen en Het Laatste Nieuws.